# José Proceso Pozuelo y Herrero
José Proceso Pozuelo y Herrero (Pozoblanco, 2 de julio de 1828–Córdoba, 23 de marzo de 1913) fue un clérigo español que ocupó sucesivamente los cargos de administrador apostólico de Ceuta, de Antipatris, de la diócesis de Canarias, de Segovia y finalmente de Córdoba.

## Biografía
Nacido en Pozoblanco el 2 de julio de 1828, se formó en el Seminario Mayor de San Pelagio de Córdoba, del que llegó a ser profesor. Participó activamente, con abundantes artículos periodísticos, en la difusión de la doctrina de la Iglesia. Desde 1877, pasó por diversas diócesis, hasta que en 1898 fue nombrado Obispo de Córdoba, cargo que ocupó hasta su muerte, ocurrida el 30 de enero de 1913, a los 84 años de edad. El que fuera uno de los pocos obispos nacidos en la provincia de Córdoba, fue enterrado en la Capilla de la Concepción de Salizanes o del Santísimo Sacramento de la Catedral de Córdoba.

## Trayectoria
Nombrado en 1877 Obispo de Ceuta, en 1879 pasó a ser obispo de la diócesis de Canarias. Once años después, en 1890 ocupó la diócesis de Segovia y en 1898 fue nombrado obispo de Córdoba.

## Cámara Alta
De talante conservador, distaba mucho de la Doctrina Social de la Iglesia emanada de la encíclica Rerum novarum. Entró en el Senado español el 25 de octubre de 1885, en representación del Arzobispado de Sevilla, y ya no saldría hasta 1907, aunque constan en su expediente varias solicitudes para ausentarse de su escaño.
| Predecesor: Ildefonso Infante y Macías                 | Administrador apostólico de Ceuta 1877 - 1879 | Sucesor: Jaime Catalá y Albosa        |
| Predecesor: {{{predecesor2}}}                          | Obispo de Antipatris 1877 - 1878              | Sucesor: Manuel Antonio Bandini       |
| Predecesor: José María Urquinaona y Bidot              | Obispo de la Diócesis de Canarias 1879 - 1890 | Sucesor: José Cueto y Díez de la Maza |
| Predecesor: Antonio García y Fernández                 | Obispo de Segovia 1890 - 1898                 | Sucesor: José Ramón Quesada y Gascón  |
| Predecesor: Sebastián Herrero Espinosa de los Monteros | Obispo de Córdoba 1898 - 1913                 | Sucesor: Ramón Guillamet y Coma       |